# Менні Пак'яо
Еммануель Дапідран «Менні» Пак'яо (англ. Emmanuel Dapidran "Manny" Pacquiao, 17 грудня 1978, Кібаве, провінція Букіднон, Філіппіни) — філіппінський професійний боксер, який виступав у вагових категоріях від першої найлегшої до першої середньої. Багаторазовий чемпіон світу в 8 вагових категоріях. Загалом переміг 16 бійців за титул чемпіона світу. «Боксер року» (2006, 2008, 2009), «Боксер десятиліття» за версією Асоціації журналістів. Найкращий спортсмен 2009 року за версією Американської академії спорту.

## Професіональна кар'єра
Пак’яо розпочав свою професійну кар'єру, коли йому було всього 16 років. Його дебютом став чотирираундовий бій проти Едмунда «Ентінга» Ігнасіо 22 січня 1995 року в першій найлегшій вазі. 9 лютого 1996 року у своєму дванадцятому бою проти Рустіко Торрекампо зазнав першої поразки нокаутом у третьому раунді. Після поразки від Торрекампо Пак'яо здобув дванадцять перемог і 4 грудня 1998 року вийшов на бій за титул чемпіона світу WBC у найлегшій вазі проти Чачая Сасакула (Таїланд). Пак'яо завоював перший чемпіонський титул нокаутом у восьмому раунді.

### Пак'яо проти Діаса
28 червня 2008 року переміг технічним нокаутом у 9-му раунді Девіда Діаса (США) і завоював титул чемпіона WBC у легкій вазі, який став для нього п'ятим титулом чемпіона світу в п'яти різних вагових категоріях.

### Пак'яо проти Гаттона
2 травня 2009 року Пак'яо здобув одну з найяскравіших перемог, брутально нокаутувавши чемпіона IBO у першій напівсередній вазі британця Ріккі Гаттона. Гаттон, який протримався десять раундів проти Флойда Мейвезера, вже в першому раунді двічі опинявся в нокдаунах, а у другому за десять секунд до кінця трихвилинки філіппінець провів лівий бічний точно в щелепу Гаттону, який звалився в глибокий нокаут. Цей нокаут був визнаний нокаутом 2009 року за версією журналу «Ринг». Пак'яо виграв титул чемпіона світу в шостій категорії.

### Пак'яо проти Котто
14 листопада 2009 року Пак'яо переміг Мігеля Котто (Пуерто-Рико) технічним нокаутом у дванадцятому раунді. Завдяки цій перемозі Пакьяо отримав титул чемпіона світу за версією WBO в напівсередній вазі, був нагороджений титулом суперчемпіона WBO і став першим бійцем в історії боксу, який виграв титули чемпіона світу в семи різних вагових дивізіонах, а також першим боксером в історії, який виграв головні титули світу в чотирьох з восьми «класичних дивізіонів» боксу (найлегшому, напівлегкому, легкому та напівсередньому).

### Пак'яо проти Маргаріто
13 листопада 2010 року вийшов на бій за вакантний титул WBC у першій середній вазі проти Антоніо Маргаріто (Мексика). Поєдинок дав Пакьяо шанс виграти титул чемпіона світу у своїй восьмій ваговій категорії. Для бою була встановлена вага 150 фунтів, хоча ліміт ваги для першої середньої ваги становить 154 фунти. У цьому поєдинку Пак’яо, використовуючи свою швидкість рук і рухів, переміг Маргаріто одностайним рішенням суддів. Після бою Маргаріто довелося доставити в лікарню, де було виявлено, що його орбітальна кістка зламана.

### Пак'яо проти Маркеса III
Бій відбувався 12 листопада 2011 і тривав усі 12 раундів. Загалом Пак'яо бив часто, але разом з тим багато промахувався. Маркес своєю чергою бив дуже влучно, а його удари були сильними. Протягом останніх раундів філіппінець підняв темп, але великої користі з цього не отримав. 2 суддів віддали перемогу Менні 115—113, 116—112, а 3 нарахував нічию 114—114. Бій вийшов неоднозначним. Багато в чому він розчарував, а авторитетне американське видання «The Ring» взагалі охрестило цей поєдинок званням «Грабунок року». В опитуванні після поєдинку 43 % опитаних віддали перемогу Маркесу.

### Пак'яо проти Бредлі I
9 червня 2012 Пак'яо вийшов на ринг проти американця Тімоті Бредлі. Перші 4 раунди були рівними, але потім до 9 раунду перевага була повністю на повністю Пак'яо. Згодом через втому, філіппінець програв «чемпіонські» раунди. Загалом перемога Пак'яо не викликала сумнівів, але судді прийняли інше рішення. З рахунком 115—113, 115—113, 113—115 переміг Бредлі. Зал був шокований таким рішенням, понісся несхвальний свист. Свідченням перемоги Менні є і статистика: Пак'яо влучно провів 253 удари, з яких 190 силові, а в Бредлі 159 ударів, 109 силових. В інтерв'ю Пак'яо сказав «Я явно виграв цей бій». Бредлі своєю чергою пообіцяв дати Менні реванш до кінця року. Але 2 бій відбувся майже через два роки 12 квітня 2014.

### Пак'яо проти Маркеса IV
8 грудня 2012 року відбувся бій за титул чемпіона десятиліття за версією WBO. Боксери розпочали дуже активно. Вже в 3 раунді удар Маркеса відправив Пак'яо в нокдаун, але філіппінець швидко підвівся і продовжив бій. В 5 раунді нокдаун відраховували вже для Маркеса. Наприкінці 6 раунду між боксерами відбувся розмін, переможцем в якому став Маркес. Пак'яо наткнувся на зустрічний удар і впав. Рефері навіть не став відраховувати 10 секунд, а зупинив бій. Менні довго не міг підвестися, пролежавши без свідомості декілька секунд. За всіма картками рефері в бою перемагав Пак'яо. Журнал «The Ring» присудив цьому бою звання: «Бій року», «Нокаут року», «Подія року», «Раунд року».

### Пак'яо проти Бредлі II
12 квітня 2014 року відбувся матч-реванш між боксерами. Пак'яо з перших раундів бою взяв ініціативу у свої руки. Бредлі нічого не міг протиставити філіппінцю. Загалом він виграв декілька раундів. Ознакою бою було те, що американець весь бій кривлявся та провокував Пак'яо. Судді прийняли рішення присудили перемогу Пак'яо 116—112, 116—112, 118—112. Пак'яо здобув титул чемпіона WBO у напівсередній вазі. За цей бій Тімоті Бредлі отримав гарантовано $6 млн, а Менні Пак'яо $20 млн.

### Бій з Флойдом Мейвезером
2 травня 2015 відбувся бій між Менні Пак'яо і Флойдом Мейвезером, який, на думку експертів, був одним з найбільш очікуваних поєдинків в історії боксу. Сума гонорарів за бій між філіппінцем Пак'яо та американцем Мейвезером досягла $ 300 млн, як повідомив коментатор в ході прямої трансляції бою по «Першому каналу» російського телебачення[неавторитетне джерело]. 21 лютого 2015 Флойд Мейвезер підписав контракт, за яким бій з Пак'яо відбудеться саме 2 травня.
За підсумками 12 раундів судді оголосили переможцем Флойда Мейвезера, який за підсумками бою об'єднав всі титули.

### Пак'яо проти Матіссе
2 лютого 2018 року, після завоювання вакантного титулу чемпіона WBA (Regular) у напівсередній вазі, аргентинець Лукас Матіссе заявив, що він зацікавлений у наступному бою з Пак’яо. Пак'яо відповів згодою, і 15 липня 2018 року поєдинок між ними відбувся.
Пакьяо відзначився своїм першим нокаутом за більш ніж вісім років, зупинивши Матісса в сьомому раунді. Останній раз нокаутом Пак'яо перемагав ще 2009 року в бою з Мігелем Котто. Пак'яо загалом три рази надсилав Матісса в нокдаун, перш ніж бій був зупинений. Нокдауни відбувалися в третьому, п'ятому та сьомому раундах.

### Пак'яо проти Турмана
20 липня 2019 року зустрівся в бою з чемпіоном WBA Super у напівсередній вазі Кітом Турманом (США). Наприкінці першого раунду Пак’яо надіслав Турмана в нокдаун. У п'ятому раунді розбив "суперчемпіону" ніс. Здавалося, що Турман пристосувався до нападу Пакьяо в другій половині бою і зміг зловити його кількома сильними ударами, але у десятому раунді Менні знов зумів потрясти Турмана ударом по корпусу. Пак'яо переміг розділеним рішенням суддів і відібрав у американця чемпіонський титул.

### Пак'яо проти Угаса
21 серпня 2021 року у Лас-Вегасі пройшов бій Менні Пак'яо — Йорденіс Угас. Хоч Угас був
«суперчемпіоном» WBA Super, Пак'яо був невеликим фаворитом, але бій завершився перемогою кубинця одностайним рішенням суддів — 116—112 (двічі) і 115—113.
Через місяць після поразки Менні Пак'яо оголосив про завершення боксерської кар'єри через наміри балотуватися на пост президента Філіппін.

## Таблиця боїв
| Результат | Рекорд | Суперник                    | Спосіб | Раунд    | Час   | Дата              | Місце проведення                                        | Примітки |
| Поразка   | 62–8–2 | Йорденіс Угас (26-4)        | UD     | 12       |       | 21 серпня 2021    | Ті-Мобіл Арена, Лас-Вегас, Невада, США                  | Бій за титул чемпіона в напівсередній вазі за версією WBA Super (1-й захист Угаса). |
| Перемога  | 62–7–2 | Кіт Турман (29-0)           | SD     | 12       |       | 20 липня 2019     | MGM Grand, Лас-Вегас, Невада, США                       | Виграв титул чемпіона WBA Super у напівсередній вазі. |
| Перемога  | 61–7–2 | Едріен Бронер (33-3-1)      | UD     | 12       |       | 19 січня 2019     | MGM Grand, Лас-Вегас, Невада, США                       | Захистив титул чемпіона WBA у напівсередній вазі. |
| Перемога  | 60–7–2 | Лукас Матіссе (39-4-0)      | TKO    | 7 (12)   |       | 15 липня 2018     | Axiata Arena, Куала-Лумпур, Малайзія                    | Виграв титул чемпіона WBA у напівсередній вазі. |
| Поразка   | 59–7–2 | Джефф Горн (16-0-1)         | UD     | 12       |       | 2 липня 2017      | Suncorp Stadium, Брисбен, Австралія                     | Втратив титул чемпіона WBO у напівсередній вазі (перший захист Пак'яо). |
| Перемога  | 59–6–2 | Джессі Варгас (27-1-0, 10)  | UD     | 12       |       | 5 листопада 2016  | Лас-Вегас, Невада, США                                  | Виграв титул чемпіона світу за версією WBO в напівсередній вазі (перший захист Варгаса). Варгас у накдауні у 2-му раунді. Рахунок суддів: 114—113 та 118—109 (двічі).                                                                        |
| Перемога  | 58–6–2 | Тімоті Бредлі (3) (33-1-1)  | UD     | 12       |       | 9 квітня 2016     | MGM Grand, Лас-Вегас, Невада, США                       | Виграв вакантний титул WBO International в напівсередній вазі. Бредлі у нокдауні у 7-му та 9-му раундах. Рахунок суддів: 116—110 (тричі). |
| Поразка   | 57–6–2 | Флойд Мейвезер (47-0-0, 26) | UD     | 12       | 17:00 | 2 травня 2015     | MGM Grand, Лас-Вегас, Невада                            | Втратив титул чемпіона WBO (2-ий захист Пак'яо) в напівсередній вазі. Бій за титули чемпіона світу в напівсередній вазі за версією WBC (4-ий захист Мейвезера), WBA (2-ий захист Мейвезера). Суддівський рахунок: 118/110 і 116/112 (двічі). |
| Перемога  | 57–5–2 | Кріс Алгієрі                | UD     | 12       |       | 22 листопада 2014 | Макао                                                   | Захистив титул чемпіона WBO в напівсередній вазі. |
| Перемога  | 56–5–2 | Тімоті Бредлі (2)           | UD     | 12       |       | 12 квітня 2014    | MGM Grand, Лас-Вегас, Невада                            | Виграв титул чемпіона WBO в напівсередній вазі. |
| Перемога  | 55–5–2 | Брендон Ріос                | UD     | 12       |       | 24 листопада 2013 | Макао                                                   | Виграв вакантний титул інтернаціонального чемпіона WBO у напівсередній вазі. |
| Поразка   | 54–5–2 | Хуан Мануель Маркес (4)     | KO     | 6 (12)   | 2:59  | 8 грудня 2012     | MGM Grand, Лас-Вегас, Невада                            | Бій за титул чемпіона десятиліття за версією WBO. |
| Поразка   | 54–4–2 | Тімоті Бредлі               | SD     | 12       |       | 9 червня 2012     | MGM Grand, Лас-Вегас, Невада                            | Втратив титул чемпіона WBO у напівсередній вазі. |
| Перемога  | 54–3–2 | Хуан Мануель Маркес (3)     | MD     | 12       |       | 12 листопада 2011 | MGM Grand, Лас-Вегас, Невада                            | Захистив титул чемпіона WBO у напівсередній вазі. Бій у проміжній вазі 144 фунти. |
| Перемога  | 53–3–2 | Шейн Мозлі                  | UD     | 12       |       | 7 травня 2011     | MGM Grand, Лас-Вегас, Невада                            | Захистив титул чемпіона WBO у напівсередній вазі. |
| Перемога  | 52–3–2 | Антоніо Маргаріто           | UD     | 12       |       | 13 листопада 2010 | Cowboys Stadium, Арлингтон, Техас                       | Виграв вакантний титул чемпіона WBC у першій середній вазі. Бій в проміжній вазі 150 фунтів. |
| Перемога  | 51–3–2 | Джошуа Клоттей              | UD     | 12       |       | 13 березня 2010   | Cowboys Stadium, Арлингтон, Техас                       | Захистив титул чемпіона WBO у напівсередній вазі. |
| Перемога  | 50–3–2 | Мігель Котто                | TKO    | 12 (12)  | 0:55  | 14 листопада 2009 | MGM Grand, Лас-Вегас, Невада                            | Виграв титул чемпіона WBO і WBC Diamond у напівсередній вазі. Бій в проміжній вазі 145 фунтів. |
| Перемога  | 49–3–2 | Ріккі Хаттон                | KO     | 2 (12)   | 2:59  | 2 травня 2009     | MGM Grand, Лас-Вегас, Невада                            | Виграв титул чемпіона The Ring і IBO у першій напівсередній вазі. |
| Перемога  | 48–3–2 | Оскар Де Ла Хойя            | RTD    | 8 (12)   | 3:00  | 6 грудня 2008     | MGM Grand, Лас-Вегас, Невада                            | |
| Перемога  | 47–3–2 | Девід Діас                  | TKO    | 9 (12)   | 2:24  | 28 червня 2008    | Mandalay Bay, Лас-Вегас, Невада                         | Виграв титул чемпіона WBC у легкій вазі. |
| Перемога  | 46–3–2 | Хуан Мануель Маркес (2)     | SD     | 12       |       | 15 березня 2008   | Mandalay Bay, Лас-Вегас, Невада                         | Виграв титул чемпіона WBC і вакантний титул The Ring у другій напівлегкій вазі. |
| Перемога  | 45–3–2 | Марко Антоніо Баррера (2)   | UD     | 12       |       | 6 жовтня 2007     | Mandalay Bay, Лас-Вегас, Невада                         | Захистив титул інтернаціонального чемпіона WBC у другій напівлегкій вазі. |
| Перемога  | 44–3–2 | Джордж Соліс                | KO     | 8 (12)   | 1:16  | 14 квітня 2007    | Alamodome, Сан-Антоніо, Техас                           | Захистив титул інтернаціонального чемпіона WBC у другій напівлегкій вазі. |
| Перемога  | 43–3–2 | Ерік Моралес (3)            | KO     | 3 (12)   | 2:57  | 18 листопада 2006 | Thomas & Mack Center, Лас-Вегас, Невада                 | Захистив титул інтернаціонального чемпіона WBC у другій напівлегкій вазі. |
| Перемога  | 42–3–2 | Оскар Ларіос                | UD     | 12       |       | 2 липня 2006      | Araneta Coliseum, Кесон-Сіті, Маніла                    | Захистив титул інтернаціонального чемпіона WBC у другій напівлегкій вазі. |
| Перемога  | 41–3–2 | Ерік Моралес (2)            | TKO    | 10 (12)  | 2:33  | 21 січня 2006     | Thomas & Mack Center, Лас-Вегас, Невада                 | Захистив титул інтернаціонального чемпіона WBC у другій напівлегкій вазі. |
| Перемога  | 40–3–2 | Ектор Веласкес              | TKO    | 6 (12)   | 2:59  | 10 вересня 2005   | Стейплс-центр, Лос-Анджелес, Каліфорнія                 | Виграв титул інтернаціонального чемпіона WBC у другій напівлегкій вазі. |
| Поразка   | 39–3–2 | Ерік Моралес                | UD     | 12       |       | 19 березня 2005   | MGM Grand, Лас-Вегас, Невада                            | Бій за вакантний титул інтернаціонального чемпіона WBC і чемпіона IBA у другій напівлегкій вазі. |
| Перемога  | 39–2–2 | Фасан Пор Тхаватчаї         | TKO    | 4 (12)   | 1:26  | 11 градня 2004    | Тагуіг, Маніла                                          | Захистив титул чемпіона The Ring у напівлегкій вазі. |
| Нічия     | 38–2–2 | Хуан Мануель Маркес         | MD     | 12       |       | 8 травня 2004     | MGM Grand, Лас-Вегас, Невада                            | Захистив титул чемпіона The Ring у напівлегкій вазі. Бій за титул чемпіона WBA (Super) & IBF у напівлегкій вазі. |
| Перемога  | 38–2–1 | Марко Антоніо Баррера       | TKO    | 11 (12)  | 2:56  | 15 листопада 2003 | Alamodome, Сан-Антоніо, Техас                           | Виграв титул чемпіона The Ring у напівлегкій вазі. |
| Перемога  | 37–2–1 | Еммануель Лусеро            | KO     | 3 (12)   | 0:48  | 26 липня 2003     | Olympic Auditorium, Лос Анджелес, Каліфорнія            | Захистив титул чемпіона IBF у другій легшій вазі. |
| Перемога  | 36–2–1 | Серікжан Уяшмагамбетов      | TKO    | 5 (10)   | 1:52  | 15 березня 2003   | Різал, Маніла                                           | |
| Перемога  | 35–2–1 | Фахпракорб Раккіатджим      | KO     | 1 (12)   | 2:46  | 26 жовтня 2002    | Rizal Memorial College Gym, Давао-Сіті                  | Захистив титул чемпіона IBF у другій легшій вазі. |
| Перемога  | 34–2–1 | Хорхе Хуліо Роха            | TKO    | 2 (12)   | 1:09  | 8 червня 2002     | The Pyramid, Мемфіс                                     | Захистив титул чемпіона IBF у другій легшій вазі. |
| Нічия     | 33–2–1 | Агапіто Санчес              | TD     | 6 (12)   | 1:12  | 10 листопада 2001 | Bill Graham Civic Auditorium, Сан-Франциско, Каліфорнія | Захистив титул чемпіона IBF у другій легшій вазі. Бій за титул чемпіона WBO у другій легшій вазі. |
| Перемога  | 33–2   | Лехлохоноло Ледваба         | TKO    | 6 (12)   | 0:59  | 23 червня 2001    | MGM Grand, Лас-Вегас, Невада                            | Виграв титул чемпіона IBF у другій легшій вазі. |
| Перемога  | 32–2   | Ветхуа Сакмуангкланг        | KO     | 6 (12)   | 2:40  | 28 квітня 2001    | Кідапаван, Котабато                                     | Захистив титул інтернаціонального чемпіона WBC у другій легшій вазі. |
| Перемога  | 31–2   | Тетсутора Сенріма           | TKO    | 5 (12)   |       | 24 лютого 2001    | Ynares Center, Антіполо, Різал                          | Захистив титул інтернаціонального чемпіона WBC у другій легшій вазі. |
| Перемога  | 30–2   | Недал Хуссейн               | TKO    | 10 (12)  | 1:48  | 14 жовтня 2000    | Ynares Center, Антіполо, Різал                          | Захистив титул інтернаціонального чемпіона WBC у другій легшій вазі. |
| Перемога  | 29–2   | Сеунг-Кон Чае               | TKO    | 1 (12)   | 1:42  | 28 червня 2000    | Araneta Coliseum, Кесон-Сіті                            | Захистив титул інтернаціонального чемпіона WBC у другій легшій вазі. |
| Перемога  | 28–2   | Арнел Баротілло             | KO     | 4 (12)   |       | 4 березня 2000    | Ninoy Aquino Stadium, Маніла                            | Захистив титул інтернаціонального чемпіона WBC у другій легшій вазі. |
| Перемога  | 27–2   | Рейнанте Джамілі            | KO     | 2 (12)   |       | 18 грудня 1999    | Elorde Sports Complex, Паранак, Маніла                  | Виграв титул інтернаціонального чемпіона WBC у другій легшій вазі. |
| Поразка   | 26–2   | Мелгоен Сінгсурат           | KO     | 3 (12)   | 1:32  | 17 вересня 1999   | Pakpanag Metropolitan Stadium, Накзон Сі Тхамарат       | Втратив титул лінійного чемпіона і чемпіона WBC у найлегшій вазі. |
| Перемога  | 26–1   | Габріель Міра               | TKO    | 4 (12)   | 2:45  | 24 квітня 1999    | Araneta Coliseum, Кесон-Сіті, Маніла                    | Захистив титул лінійного чемпіона і чемпіона WBC у найлегшій вазі. |
| Перемога  | 25–1   | Тод Макелім                 | TKO    | 3 (10)   | 2:52  | 20 лютого 1999    | Кідапаван, Котабато                                     | |
| Перемога  | 24–1   | Чатчаї Сасакул              | KO     | 8 (12)   |       | 4 грудня 1998     | Tonsuk College Ground, Пхуттамонтон                     | Виграв титул лінійного чемпіона і чемпіона WBC у найлегшій вазі. |
| Перемога  | 23–1   | Шін Терао                   | TKO    | 1 (10)   | 2:59  | 18 квітня 1998    | Korakuen Hall, Токіо                                    | |
| Перемога  | 22–1   | Паномдей Отхутханакорн      | KO     | 1 (12)   | 1:38  | 6 грудня 1997     | South Cotabato Stadium, Коронадал                       | Захистив титул чемпіона OPBF у найлегшій вазі. |
| Перемога  | 21–1   | Мелвін Маграмо              | UD     | (10)     |       | 13 вересня 1997   | Cebu Coliseum, Себу                                     | |
| Перемога  | 20–1   | Чокчаї Чоквіват             | KO     | 5 (12)   | 2:46  | 26 червня 1997    | Мандалайонг, Маніла                                     | Виграв титул чемпіона OPBF у найлегшій вазі. |
| Перемога  | 19–1   | Аріель Аустріа              | TKO    | 6 (10)   |       | 30 травня 1997    | Almendras Gym, Давао-Сіті                               | |
| Перемога  | 18–1   | Вок-Ki Лі                   | KO     | 1 (10)   | 1:04  | 24 квітня 1997    | Ritsy's, Макаті, Маніла                                 | |
| Перемога  | 17–1   | Майк Луна                   | KO     | 1 (10)   | 1:56  | 3 березня 1997    | Мунтінлупа, Маніла                                      | |
| Перемога  | 16–1   | Сун-Юл Лі                   | TKO    | 2 (10)   |       | 28 грудня 1996    | Мунтінлупа, Маніла                                      | |
| Перемога  | 15–1   | Іппо Гала                   | TKO    | 2 (10)   |       | 27 липня 1996     | Мандалайонг, Маніла                                     | |
| Перемога  | 14–1   | Берт Батіллер               | TKO    | 4 (10)   |       | 15 червня 1996    | Генерал-Сантос, Південний Котабато                      | |
| Перемога  | 13–1   | Джон Медіна                 | TKO    | 4 (10)   |       | 5 квітня 1996     | Малабон, Маніла                                         | |
| Перемога  | 12–1   | Марлон Карілло              | UD     | 10       |       | 27 квітня 1996    | Ramada Hotel, Маніла                                    | |
| Поразка   | 11–1   | Рустіко Торрекампо          | KO     | 3 (10)   | 0:29  | 9 лютого 1996     | Мандалайонг, Маніла                                     | |
| Перемога  | 11–0   | Літо Торрейос               | TD     | 5 (10)}} |       | 13 січня 1996     | Паранак, Маніла                                         | |
| Перемога  | 10–0   | Роландо Тойогон             | UD     | 10       |       | 9 грудня 1995     | Сампалок, Маніла                                        | |
| Перемога  | 9–0    | Радольфо Фернандес          | TKO    | 3 (10)   |       | 11 листопада 1995 | Мандалойонг, Маніла                                     | |
| Перемога  | 8–0    | Ренато Мендонес             | TKO    | 2 (8)    |       | 21 жовтня 1995    | Пуерто Принсеса, Палаван                                | |
| Перемога  | 7–0    | Лоліто Лароа                | UD     | 8        |       | 7 жовтня 1995     | Макаті                                                  | |
| Перемога  | 6–0    | Армандо Рокіл               | KO     | 3 (8)    |       | 16 вересня 1995   | Мандалойонг                                             | |
| Перемога  | 5–0    | Акасіо Сімбайон             | UD     | 6        |       | 3 серпня 1995     | Mandaluyong Sports Complex, Столичний район             | |
| Перемога  | 4–0    | Деле Десіеро                | TKO    | 2 (6)    |       | 1 липня 1995      | Столичний район                                         | |
| Перемога  | 3–0    | Роккі Пальма                | UD     | 6        |       | 1 травня 1995     | Montano Hall, Кавіте                                    | |
| Перемога  | 2–0    | Піной Монтейо               | UD     | 4        |       | 18 березня 1995   | Саблаян                                                 | |
| Перемога  | 1–0    | Едмунд Ентінг Ігнасіо       | UD     | 4        |       | 22 січня 1995     | Саблаян                                                 | |

## Політична кар'єра
Пак'яо прийшов у політику у 2010 році, коли був обраний представником Сарангані. Він обіймав цю посаду протягом шести років, доки не був обраний як консервативний християнський політик і вступив на посаду сенатора у 2016 році. З 2016 по 2022 рік він обіймав посаду сенатора Філіппін.
Він став президентом своєї партії PDP–Laban у 2020 році (що оскаржується з 2021 року).19 вересня 2021 року Пак'яо офіційно оголосив про свою кандидатуру в президенти Філіппін на президентських виборах 2022 року, на яких він програв Бонгбонгу Маркосу.